# Тёмный лагер
Тёмный лагер (англ. dark lager) — тёмное пиво, тип лагера, с цветом от тёмно-янтарного до тёмно-коричневого и лёгким характерным вкусом и ароматом карамели и/или жареного солода. Содержание алкоголя: 4,2–6,0%.

## Типы
Тёмный лагер (dark lager) производится в следующих вариантах:
- Мюнхнер Дункель (Münchner Dunkel), или мюнхенский тёмный лагер. Классический тёмный лагер, производящийся близ Мюнхена, с солодовым акцентом. Цвет от тёмно-янтарного до тёмно-коричневого, часто с красными или гранатовыми оттенками. Формирует кремообразную пену от светлого до среднего жёлто-коричневого цвета. Прозрачный, но производят и тёмные нефильтрованные версии. Преобладает богатый и сложный вкус мюнхенского солода с умеренной сладостью. Богатые ароматы солода с оттенками шоколада, орехов, карамели и благородного хмеля. Содержание алкоголя: 4,5–5,6%[источник не указан 650 дней]. Типичные торговые марки: Ayinger Altbairisch Dunkel, Hacker-Pschorr Alt Munich Dark, Paulaner Alt Munchner Dunkel, Weltenburger Kloster Barock-Dunkel, Penn Dark Lager, Capital Munich Dark, Harpoon Munich-type Dark Beer, Gordon Biersch Dunkels, Dinkel Acker Dark, Ottakringer Dunkles, Warsteiner Premium Dunkel, Hofbrau Dunkel, Becks Dark.
- Чёрное пиво, или Schwarzbier. Региональное пиво из южной Тюрингии и северной Франконии (Германия), вариант тёмного мюнхенского (Munich Dunkel). По сравнению с ним, более тёмно, с сухим вкусом и заметной резкостью жареного солода. В основе Schwarzbier — немецкий пилснер и мюнхенский солод с добавлением небольшого количества жареных солодов (например, Карафа) для получения более тёмного цвета и тонкого поджаренного вкуса. Используется немецкий сортовой благородный хмель и чистые немецкие лагерные дрожжи. Цвет пива колеблется от средне- до тёмно-коричневого, почти чёрного цвета, часто с рубиновыми и гранатовыми проблесками, но почти никогда не бывает абсолютно чёрным. Жидкость прозрачная. Богатый и сложный вкус солода и благородного хмеля. Солодовый аромат с оттенками горького шоколада. Содержание алкоголя: 4,4–5,4%. Типичные торговые марки: Kostritzer Schwarzbier, Kulmbacher Monchshof Premium Schwarzbier, Einbecker Schwarzbier, Weeping Radish Black Radish Dark Lager, Sprecher Black Bavarian, Sapporo Black Beer, Goose Island Schwarzbier, Einbecker Schwarzbier,Calumet Total Eclipse.
- Тёмный американский лагер (Dark American Lager). Для производства используется двух- и шестирядный ячмень и кукурузы или риса в качестве добавок к карамельным тёмному солоду. Цвет от тёмно-желтого до тёмно-коричневого с яркой прозрачностью и рубиновыми проблесками. Как правило, пена светлого жёлто-коричневого цвета. Отличается умеренно свежим вкусом со сладостью от слабой до умеренной и лёгким привкусом и ароматом карамели и/или жареного солода. Содержание алкоголя: 4,2–6,0%. Типичные торговые марки: Dixie Blackened Voodoo, Shiner Bock, San Miguel Dark, Beck's Dark, Saint Pauli Girl Dark, Warsteiner Dunkel, Crystal Diplomat Dark Beer, Sleeman Original Dark, Michelob Dark, Lowenbrau Dark.
- Чешский тёмный лагер (Czech Dark Lager). Типичное чешское тёмное пиво. Оно характеризуется средней плотностью, цветом от красно-гранатового до чёрного, ароматом карамели и шоколада, поджаренного солода, лакрицы и тёмных фруктов. Вкус сладкий карамельный, солодовый, с ярко выраженной хмелевой горечью и травянистыми нотками чешских сортов хмеля. Содержание алкоголя: 3,8–5,5%. Типичные торговые марки: Krušovice Černé, Budweiser Budvar Tmave, Staropramen Černý Ležák, Bernard Černý ležák, Gambrinus Premium Černé, Klášter Tmavé Ležák, Chodovar Zámecké Černé, Karlovar Černý Granát, Velkopopovický Kozel Černý, Černá Hora Granat Tmavé, Bohemia Regent Tmavý Ležák, Matuška Tmavý Ležák, Starobrno Černé[источник не указан 658 дней].